# Fabiana de Oliveira
Fabiana "Fabi" Alvim de Oliveira, född 7 mars 1980 i Rio de Janeiro, är en brasiliansk volleybollspelare. Hon blev olympisk guldmedaljör i volleyboll vid sommarspelen 2008 i Peking och vid sommarspelen 2012 i London.

## Klubbar
| År        | Klubb                      |
| --------- | -------------------------- |
| 1998-1999 | CD Macaé Sports            |
| 1999-2000 | CR Flamengo                |
| 2000-2001 | CR Vasco da Gama           |
| 2001-2005 | Automóvel Clube de Campos  |
| 2005-2018 | Rio de Janeiro Vôlei Clube |